# Eryngium isauricum
Eryngium isauricum là một loài thực vật có hoa trong họ Hoa tán. Loài này được Contandr. & Quézel mô tả khoa học đầu tiên năm 1976.